# Johan Ludwig Jensen

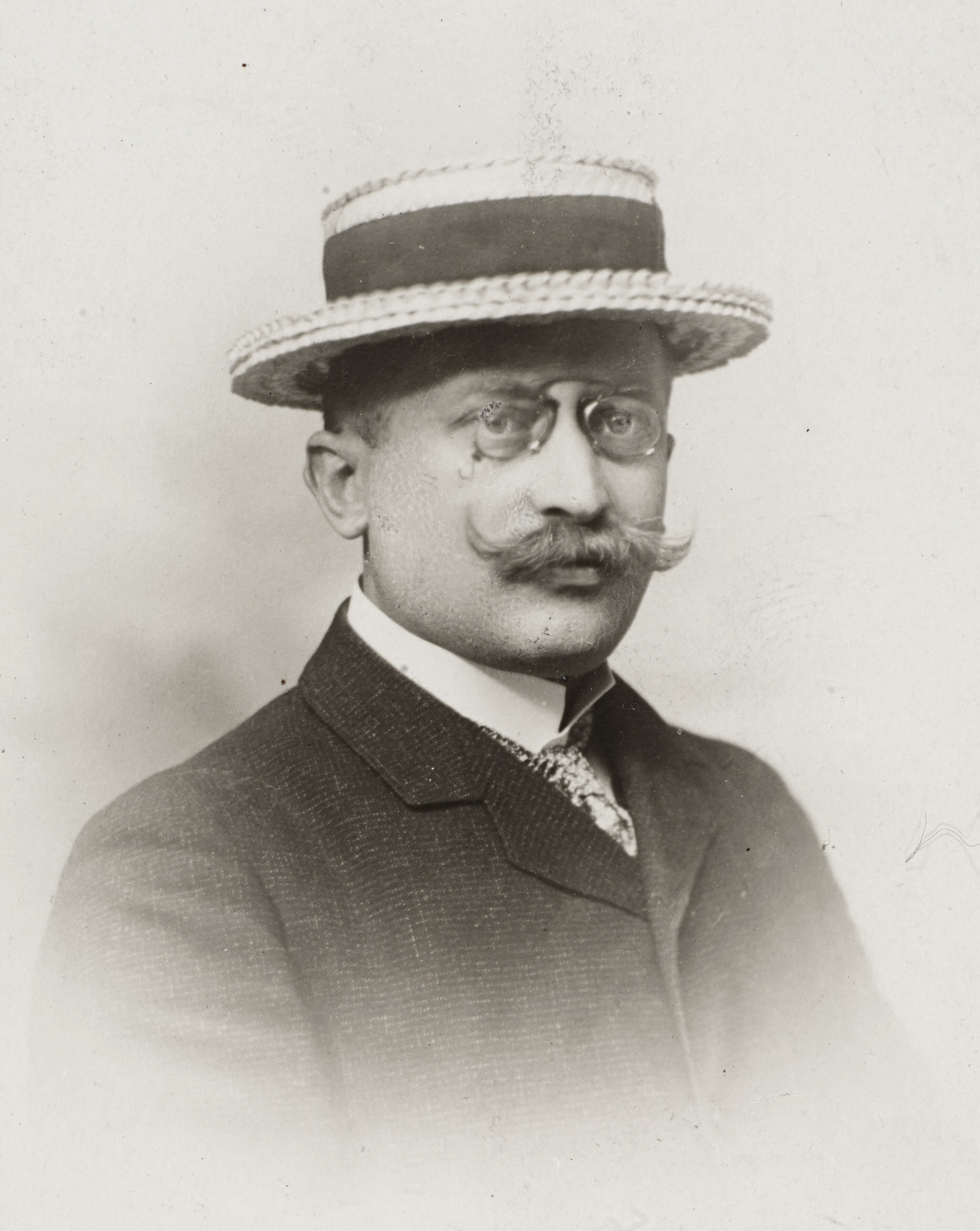
Johan Jensen

Johan Ludwig William Valdemar Jensen (* 8. Mai 1859 in Nakskov; † 5. März 1925 in Kopenhagen) war ein dänischer Mathematiker.
Jensen wuchs teilweise in Nordschweden auf, wo sein Vater Gutsverwalter war, und ging in Kopenhagen zur Schule. Dort studierte er ab 1876 Naturwissenschaften und Mathematik am Polytechnikum. Noch als Student veröffentlichte er erste Arbeiten über Mathematik. Er arbeitete danach als Ingenieur bei der Bell Telephone Company und später der Kopenhagener Telefongesellschaft, forschte in seiner Freizeit aber weiter über Mathematik und veröffentlichte mathematische Arbeiten. Er wurde 1890 Leiter der technischen Abteilung der Kopenhagener Telefongesellschaft, für die er bis zu seiner Pensionierung 1924 arbeitete. Seine Ausbildung in höherer Mathematik erfolgte weitgehend im Selbststudium, er promovierte nie und erwarb auch keine höheren Abschlüsse in Mathematik.
Johan Ludwig Jensens bekanntestes mathematisches Resultat ist sicher die nach ihm benannte Jensensche Ungleichung  für konvexe Funktionen.
Ebenfalls nach ihm benannt ist die jensensche Formel, die für eine meromorphe Funktion {\displaystyle f} einen Zusammenhang zwischen dem Integral von {\displaystyle \log |f|}
über einen Kreis und den Null- und Polstellen von  {\displaystyle f}  innerhalb des Kreises herstellt. Diese Formel ist von grundlegender Bedeutung in der von Nevanlinna begründeten Wertverteilungstheorie. Sie war Teil von Jensens Versuch, die Riemannsche Vermutung zu beweisen. Weitere Arbeiten betrafen die Gammafunktion und unendliche Reihen.
1892 bis 1903 war er Präsident der Dänischen Mathematischen Gesellschaft.